# Politop pentagonal
În geometrie un politop pentagonal este un politop regulat în n dimensiuni, construit din grupul Coxeter Hn. Familia acestor politopuri a fost denumită așa de Coxeter, deoarece politopul pentagonal bidimensional este un pentagon. Simbolul său Schläfli este {5, 3n−2} (dodecaedric) sau {3n−2, 5} (icosaedric).

## Membrii familiei
Familia începe cu 1-politop și se termină cu n = 5 ca teselări infinite ale spațiului hiperbolic cvadridimensional.
Există două tipuri de politopuri pentagonale, denumite dodecaedrice și icosaedrice, prin analogie cu politopurile tridimensionale. Cele două tipuri sunt duale unul față de celălalt.

### Dodecaedrice
Familia completă de politopuri pentagonale dodecaedrice este:
1. Segment, { }
2. Pentagon, {5}
3. Dodecaedru, {5, 3} (12 fețe pentagonale)
4. 120-celule, {5, 3, 3} (120 de celule dodecaedrice)
5. Fagure 120-celule de ordinul 3, {5, 3, 3, 3} (teselare a 4-spațiului hiperbolic, ∞ fațete de 120-celule)

Fațetele fiecărui politop pentagonal dodecaedric sunt politopurile pentagonale dodecaedrice cu dimensiunea cu 1 mai mică. Figurile lor de vârf sunt simplexurile cu dimensiunea cu 1 mai mică.
| n | Grup Coxeter                                       | Poligon Petrie (proiecție) | Nume Diagramă Coxeter Simbol Schläfli | Fațete            | Elemente | Elemente | Elemente | Elemente | Elemente |
| n | Grup Coxeter                                       | Poligon Petrie (proiecție) | Nume Diagramă Coxeter Simbol Schläfli | Fațete            | Vârfuri  | Laturi   | Fețe     | Celule   | 4-fețe   |
| - | -------------------------------------------------- | -------------------------- | ------------------------------------- | ----------------- | -------- | -------- | -------- | -------- | -------- |
| 1 | {\displaystyle H_{1}} [ ] (ordin 2)                |                            | Segment · { }                         | 2 vârfuri         | 2        |          |          |          |          |
| 2 | {\displaystyle H_{2}} [5] (ordin 10)               |                            | Pentagon · {5}                        | 5 laturi          | 5        | 5        |          |          |          |
| 3 | {\displaystyle H_{3}} [5,3] (ordin 120)            |                            | Dodecaedru · {5, 3}                   | 12 pentagoane     | 20       | 30       | 12       |          |          |
| 4 | {\displaystyle H_{4}} [5,3,3] (ordin 14400)        |                            | 120-celule · {5, 3, 3}                | 120 de dodecaedre | 600      | 1200     | 720      | 120      |          |
| 5 | {\displaystyle {\bar {H}}_{4}} [5,3,3,3] (ordin ∞) |                            | Fagure 120-celule · {5, 3, 3, 3}      | ∞ 120-celule      | ∞        | ∞        | ∞        | ∞        | ∞        |

### Icosaedrice
Familia completă de politopuri pentagonale icosaedrice este:
1. Segment, { }
2. Pentagon, {5}
3. Icosaedru, {3, 5} (20 fețe triunghiulare echilaterale]] faces)
4. 600-celule, {3, 3, 5} (600 de celule tetraedrice)
5. Fagure 5-celule de ordinul 5, {3, 3, 3, 5} (teselare a 4-spațiului hiperbolic, ∞ fațete de 5-celule)

Fațetele fiecărui politop pentagonal icosaedric sunt simpexurile cu dimensiunea cu 1 mai mică. Figurile lor de vârf sunt politopurile pentagonale icosaedrice cu dimensiunea cu 1 mai mică.
| n | Grup Coxeter                                       | Poligon Petrie (proiecție) | Nume Diagramă Coxeter Simbol Schläfli         | Fațete                         | Elemente | Elemente | Elemente | Elemente | Elemente |
| n | Grup Coxeter                                       | Poligon Petrie (proiecție) | Nume Diagramă Coxeter Simbol Schläfli         | Fațete                         | Vârfuri  | Laturi   | Fețe     | Celule   | 4-fețe   |
| - | -------------------------------------------------- | -------------------------- | --------------------------------------------- | ------------------------------ | -------- | -------- | -------- | -------- | -------- |
| 1 | {\displaystyle H_{1}} [ ] (ordin 2)                |                            | Segment]] · { }                               | 2 vârfuri                      | 2        |          |          |          |          |
| 2 | {\displaystyle H_{2}} [5] (ordin 10)               |                            | Pentagon · {5}                                | 5 laturi                       | 5        | 5        |          |          |          |
| 3 | {\displaystyle H_{3}} [5,3] (ordin 120)            |                            | Icosaedru · {3, 5}                            | 20 de triunghiuri echilaterale | 12       | 30       | 20       |          |          |
| 4 | {\displaystyle H_{4}} [5,3,3] (ordin 14400)        |                            | 600-celule · {3, 3, 5}                        | 600 de tetraedre               | 120      | 720      | 1200     | 600      |          |
| 5 | {\displaystyle {\bar {H}}_{4}} [5,3,3,3] (ordin ∞) |                            | Fagure 5-celule · de ordinul 5 · {3, 3, 3, 5} | ∞ 5-celule                     | ∞        | ∞        | ∞        | ∞        | ∞        |

## Politopuri stelate și faguri înrudiți
Politopurile pentagonale pot fi stelate pentru a forma noi politopuri stelate regulate:
- În două dimensiuni, se obține pentagrama {5/2},
- În trei dimensiuni, se formează cele patru poliedre Kepler–Poinsot, {3,5/2}, {5/2,3 }, {5,5/2} și {5/2,5}.
- În patru dimensiuni, se formează cele zece 4-politopuri Schläfli–Hess: {3,5,5/2}, {5/2,5,3}, {5,5/2,5}, {5,3,5/2}, {5/2,3,5}, {5/2,5,5/2}, {5,5/2,3}, {3,5/2,5}, {3,3,5/2} și {5/2,3,3}.
- În spațiul hiperbolic cvadridimensional există patru faguri stelați regulați: {5/2,5,3,3 }, {3,3,5,5/2}, {3,5,5/2,5}  și {5,5/2,5,3}.

În unele cazuri, politopurile pentagonale stelate sunt ele însele enumerate printre politopurile pentagonale.
Ca și alte politopuri, stelările regulate pot fi combinate cu duale lor pentru a forma compuși;
- În două dimensiuni se obține o figură stelată decagramică {10/2},
- În trei dimensiuni se obține compusul de dodecaedru și icosaedru,
- În patru dimensiuni se obține compusul de 120-celule și 600-celule.

Politopurile stelate pot fi și ele combinate.